# 26376 Roborosa
26376 Roborosa (1999 EB3) là một tiểu hành tinh from vành đai tiểu hành tinh được phát hiện ngày 11 tháng 3 năm 1999 bởi P. Pravec ở Ondrejov.